# Honey Don’t
A Honey Don't egy Carl Perkins által írt dal, amelyet eredetileg 1956. január 1-jén adták ki a Blue Suede Shoes kislemez B-oldalaként. Mindkét dal rockabilly klasszikussá vált. Bill Dahl, az Allmusic
munkatársa dicsérte a dalt, mondván: "A Honey Don't bizonyos szempontból felülmúlja ünnepeltebb lemeztársát." Több mint 20 másik művész is feldolgozta a dalt, köztük a The Beatles, Ronnie Hawkins és Johnny Rivers. A dal a Hullámok hercege, Az étkezde és a Perfect Sisters című filmekben is elhangzik.

## A The Beatles-változat
A The Beatles 1964. október 26-án saját változatát rögzítette a Beatles for Sale album egyik utolsó dalaként (amelyet 1964. december 4-én adtak ki az Egyesült Királyságban) . Az észak-amerikai megjelenés december 15-én volt a Beatles '65 nagylemezen.
Habár John Lennon korábbi fellépéseiken élőben előadta a dalt, Ringo Starr énekelte fel az albumhoz, hogy a szokásos egy dala meg legyen. A dal közben önreflektáló megjegyzéseket tesz, amelyek George Harrison gitárriffjeihez vezetnek, mondván: "Rock on George, one time for me!"  majd később "Rock on, George, for Ringo one time!". A The Monkees ez utóbbi megjegyzésre hivatkozott, ami az 1967-es Headquarters című albumuk No Time dalának instrumentális szünetéhez vezetett.
Az együttes kétszer is előadta a dalt a BBC számára a From Us To You és a Top Gear programokban. A Lennon által énekelt verzió elérhető a Live at the BBC albumon. a Starr által énekelt verzió pedig megjelent az On Air – Live at the BBC Volume 2.
A Blue Suede Shoes: A Rockabilly Session című 1985-ös televíziós koncert részeként Ringo Starr csatlakozott Carl Perkinshez, hogy énekeljen és doboljon a dalhoz.
Starr a 2002-es londoni Royal Albert Hallban megrendezett Concert for George eseményen (amely tisztelgés volt George Harrison előtt) a dal előadta a Perkins iránti rajongásuk miatt.
A Matchbox mellett a Honey Don't azon ritka dalok egyike, amelyen mind a négy Beatle a szólókarrierjeik során külön-külön felvettek vagy színpadon adtak elő (lásd lentebb).

### Közreműködött
Ian MacDonald szerint:
- Ringo Starr – ének, dob, ütőshangszerek
- John Lennon – akusztikus ritmusgitár
- Paul McCartney – basszusgitár
- George Harrison – szólógitár

## Más feldolgozások
- Johnzo West a 2014-es Perfect Sisters film zenealbumán.
- Ronnie Hawkins az 1960-as Mr. Dynamo albumán
- Ringo Starr többször előadta a dalt. Saját együttesével, A Ringo Starr and His All-Starr Band-el 1989 és 1990-ben (ennél az élő albumon is szerepel a dal), valamint az 1995-ös, 2003-as, 2006-os és a 2010-2011-es turnékon is a repertoárban volt. Valamint saját maga is előadta a dalt 1985-ben és 2003-ban.
- Johnny Rivers
- A T. Rex együttes és Marc Bolan 1971-ben közösen rögzítették a dalt.
- Wanda Jackson 1964-es Two Sides of Wanda Jackson albumához.
- John Lennon az 1970-es években rögzítette a dalt, amelyet a 2010-es John Lennon Signature Box gyűjtemény újrakiadásán.
- George Harrison 1987-ben előadta a dalt a hollywood-i Palomino Club-ban a The Silver Wilburys együttessel, majd egy évre rá Carl Perkins-szel.
- Paul McCartney a 2011-es On the Run Tour és a 2016-os One on One Tour keretén belül hangpróbaként adta elő a dalt.
- Elvis Costello a TNN csatornán futó Ricky Skaggs' TV show 1997. február 5-ei adásában előadta a dalt számos más művésszel együtt.
- Joe Walsh az 1993-as a Beverly Hill-dili film zenealbumán.
- A John Lennon/Plastic Ono Band album 50. évfordulós dobozos kiadása tartalmaz egy változatot a dalból.

## Fordítás
Ez a szócikk részben vagy egészben  a   Honey Don't című angol Wikipédia-szócikk fordításán alapul.  Az eredeti cikk szerkesztőit annak laptörténete sorolja fel. Ez a jelzés csupán a megfogalmazás eredetét és a szerzői jogokat jelzi, nem szolgál a cikkben szereplő információk forrásmegjelöléseként.